# Formicaïta
La formicaïta és un mineral de la classe dels compostos orgànics. Rep el seu nom de la seva composició química: un format de calci.

## Característiques
La formicaïta és una substància orgànica de fórmula química Ca(HCOO)₂. Va ser aprovada com a espècie vàlida per l'Associació Mineralògica Internacional l'any 1998. Cristal·litza en el sistema tetragonal. Es troba e forma de cristalls tabulars, de fins a 30μm, també en agregats col·loformes o compactes. La seva duresa a l'escala de Mohs és 1.
Segons la classificació de Nickel-Strunz, la formicaïta pertany a «10.AA - Sals d'àcids orgànics: formats, acetats, etc» juntament amb els següents minerals: dashkovaïta, acetamida, calclacita, paceïta i hoganita.

## Formació i jaciments
Va ser descoberta al dipòsit de bor de Solongo, a l'altiplà de Vitim, Buriàtia (Rússia), on sol trobar-se associada a altres minerals com: calcita, lizardita, frolovita, pentahidroborita, hexahidroborita i vimsita. També ha estat descrita al dipòsit de bor de Titovskoe, a Sakhà, i al dipòsit de coure i bor de Novofrolovskoye, a l'óblast de Sverdlovsk, tots dos indrets també a Rússia.